# ۱۸۹۵
سال ۱۸۹۵ (هزار و هشتصد و نود و پنج) میلادی، ششمین سال از دهه ۱۸۹۰ در سده ۱۹ میلادی بود

## نامگذاری‌ها
تاسیس ورزش والیبال توسط استاد ویلیام جی مورگان

## زادروزها
- ۱۴ دسامبر - جرج ششم، پادشاه پادشاهی متحده
- ۳۰ ژانویه – ویلهلم گوستلوف، سیاست‌مدار آلمانی (د. ۱۹۳۶)
- ۶ فوریه – بیب روث، بازیکن بیسبال آمریکایی (د. ۱۹۴۸)
- ۱۰ فوریه – ادموند گواژاک، آهنگساز اهل فرانسه (د. ۱۹۶۲)
- ۶ مه – رودولف والنتینو، بازیگر ایتالیایی (د. ۱۹۲۶)
- ۲۵ مه – دوروتا لنگ، ژورنالیست، عکاس، و هنرمند آمریکایی (د. ۱۹۶۵)
- ۱۰ ژوئن – هتی مک‌دانل، خواننده-ترانه‌سرا، موسیقی‌دان، بازیگر، و آهنگساز آمریکایی (د. ۱۹۵۲)
- ۲۴ ژوئن – جک دمپسی، ورزشکار و بوکسور آمریکایی (د. ۱۹۸۳)
- ۸ ژوئیه – ایگور یوگنیویچ تام، فیزیک‌دان روسی (د. ۱۹۷۱)
- ۱۰ ژوئیه – کارل ارف، آهنگساز آلمانی (د. ۱۹۸۲)
- ۲۴ ژوئیه – رابرت گریوز، سرباز، نویسنده، و شاعر بریتانیایی (د. ۱۹۸۵)
- ۲۶ ژوئیه – گریسی آلن، بازیگر و خواننده آمریکایی (د. ۱۹۶۴)
- ۴ اکتبر – باستر کیتون، بازیگر و کارگردان آمریکایی (د. ۱۹۶۶)
- ۲۱ اکتبر – ادنا پرویانس، بازیگر آمریکایی (د. ۱۹۵۸)
- ۲۵ اکتبر – لوی اشکول، سیاست‌مدار اسرائیلی (د. ۱۹۶۹)
- ۱۷ نوامبر – میخائیل باختین، زبان‌شناس و فیلسوف روسی (د. ۱۹۷۵)
- ۲۶ نوامبر _ بیل ویلسون، بنیانگذار انجمن الکلی های گمنام (د.۱۹۷۱)

## مرگ‌ها
- ۲ مارس – برت موریسو، نقاش فرانسوی (ز. ۱۸۴۱)